# Dirty Mind
Dirty Mind -En español: Mente sucia o Mente retorcida- es el tercer álbum de estudio del músico estadounidense Prince, lanzado el 8 de octubre de 1980 por Warner Bros. Records. Fue producido y grabado en su totalidad por el mismo Prince en su estudio en Minneapolis, Minnesota, con la inclusión de algunos músicos invitados.
El álbum debutó en la ubicación n.º 63 en la lista Billboard 200, y se convirtió en uno de los álbumes más aclamados por la crítica en 1980. En el 2020 el álbum fue ubicado en el puesto 326 de los 500 mejores álbumes de todos los tiempos y de los 80 mejores álbumes de 1980, ambos listados elaborados por Rolling Stone.

## Legado
En 2003, el disco fue ubicado en la posición n.º 206 en la lista de los 500 mejores álbumes de la historia publicada por la revista Rolling Stone.

## Lista de canciones
Lado A
1. "Dirty Mind" (4:14)
2. "When You Were Mine" (3:47)
3. "Do It All Night" (3:42)
4. "Gotta Broken Heart Again" (2:16)

Lado B
1. "Uptown" (5:32)
2. "Head" (4:44)
3. "Sister" (1:31)
4. "Partyup" (4:24)

## Músicos invitados
- Lisa Coleman – voz en "Head"
- Morris Day – batería en "Partyup" (uncredited)
- Doctor Fink – sintetizador en "Dirty Mind" and "Head"

## Sencillos
- "Uptown" (#101 EUA o Estados Unidos, #5 EE. UU. R&B, #5 EE. UU. Dance)
- "Dirty Mind" (#65 EE. UU. R&B)
- "Do It All Night" (Reino Unido)